# パーシテアー
パーシテアー（古希: Πασιθέα, Pāsitheā）は、ギリシア神話に登場する美と優雅を司る女神、カリスたち（カリテス）の1柱である。その名は「万物の女神」の意。長母音を省略してパシテアとも表記される。
ヘーラーの娘で、夫はヒュプノス。
パーシテアーはホメーロスの『イーリアス』やスミュルナのコイントスの『トロイア戦記』など、トロイア戦争を歌う叙事詩に登場する。『イーリアス』によるとヘーラーはヒュプノスに頼んでゼウスを眠らせ、その返礼に妙齢のカリスであるパーシテアーを与えると約束したとされる。『トロイア戦記』によると、ヒュプノスはパーシテアーと結婚したため、ヘーラーの娘婿になったとされる。
ヘーシオドスの挙げるアグライアー、エウプロシュネー、タレイアの「三美神」には含まれないが、一部にはパーシテアー、カレー、エウプロシュネーの3柱を「三美神」とする説もある。またノンノスの『ディオニュソス譚』ではディオニューソスとアプロディーテーの3人娘の1人であり、パーシテアー、ペイトー、アグライアーという3柱で「三美神」が構成されている。